# 阿氏盲鬍鯰
阿氏盲鬍鯰，為輻鰭魚綱鯰形目塘虱魚科盲鬍鯰屬的其中一種，分布於亞洲印度淡水流域，棲息在底層水域，生活習性不明。